# Lafayette McLaws
Lafayette McLaws (15 januari 1821 –  24 juli 1897) was een Amerikaanse beroepsmilitair. Tijdens de Amerikaanse Burgeroorlog diende hij als generaal-majoor in het Confederate States Army. Hij diende tijdens de Slag bij Antietam en de Slag bij Fredericksburg waarvoor hij door generaal Robert E. Lee geprezen werd om Marye's Heights te verdedigen. Bij Gettysburg viel hij de Noordelijke linies aan bij Peach Orchard en de Wheatfield maar kon de vijand niet verdrijven van Cemetery Ridge. Na de Slag om Fort Sanders in de Knoxvilleveldtocht werd hij voor de krijgsraad gebracht wegens inefficiëntie. Hij kreeg echter geen straf. Daarna werd hij naar zijn thuisstaat gestuurd om weerstand te bieden aan Shermans Mars naar de Zee maar moest zich terugtrekken naar de  Carolina's waar hij veel soldaten verloor door desertie. 

## Vroege jaren
McLaws werd geboren op 15 januari 1821 in Augusta, Georgia. Hij werd toegelaten tot de United States Military Academy in West Point en studeerde in 1842 af als 48ste in een klas van 56 kadetten. Hij diende als infanteriekapitein tijdens de Mexicaans-Amerikaanse Oorlog en werd naar het westen gestuurd om de opstand van de Mormonen te helpen neerslaan tijdens de Utah Oorlog. Terwijl hij in Jefferson Barracks Military Post in Missouri was gelegerd, huwde hij met Emily Allison Taylor. Emily was de nicht van generaal Zachary Taylor waardoor McLaws verre familie werd van Richard Taylor en Jefferson Davis.

## Amerikaanse Burgeroorlog

### 1861–62
Na het uitbreken van de Amerikaanse Burgeroorlog nam kapitein McLaws ontslag uit het United States Army en werd hij aangesteld als majoor in het Confederate States Army. Hij was korte tijd assistent kwartiermeester tot hij op 17 juni 1861 bevorderd werd tot kolonel van het 10th Georgia Infantry. Op 25 september 1861 werd hij bevorderd tot brigadegeneraal en op 23 mei 1862 kreeg hij de graad van generaal-majoor. McLaws kreeg het bevel over de 1st Division in het First Corps in het Army of Northern Virginia. Dit korps werd aangevoerd door zijn oude vriend en studiegenoot van West Point generaal-majoor James Longstreet. Na de Zevendagenslag diende McLaws de hoofdstad te beschermen terwijl de Noordelijken zich terugtrokken. Zijn divisie zag geen actie tijdens de Veldtocht in noordelijk Virginia.
Tijdens de Marylandveldtocht werkte McLaws divisie samen met generaal-majoor Stonewall Jackson. Hij kon tijdens de Slag bij Harpers Ferry Maryland Heights innemen, een strategisch belangrijke heuvelrug. Daarna rukte hij met zijn divisie in ijltempo op naar Sharpsburg en hielp de West Woods te verdedigen tijdens de Slag bij Antietam. Zijn divisie was één van eenheden die tijdens de Slag bij Fredericksburg Marye's Heights met succes verdedigde tegen de verschillende Noordelijke aanvallen.

### 1863–65
Begin mei 1863 viel McClaws divisie onder het rechtstreeks bevel van generaal Robert E. Lee omdat de rest van Longstreets korps naar Suffolk, Virginia was gestuurd. Op 3 mei 1863, tijdens de Slag bij Chancellorsville, diende McLaws de aanval van het Noordelijke VI Corps onder leiding van generaal-majoor John Sedgwick op de Zuidelijke achterhoede af te slaan. McLaws kon de aanval afslaan maar was volgens Lee niet agressief genoeg waardoor Sedgwicks korps kon ontsnappen over de Rappahannock. Na de dood van luitenant-generaal Stonewall Jackson voerde Lee hervormingen door in het Army of Northern Virginia. Longstreet stelde aan Lee voor om McLaws een korps te geven. Longstreet en McLaws werden teleurgesteld toen Lee Richard Ewell en A.P. Hill aanstelde tot korpsbevelhebbers. McLaws diende een verzoek tot overplaatsing in maar dat werd geweigerd.
Tijdens de tweede dag van de Slag bij Gettysburg, op 2 juli 1863, vormde McLaws divisie de speerpunt van de aanval op de Noordelijke linkerflank. Ondanks zware verliezen boekte hij enige vooruitgang in het Wheatfield en Peach Orchard. Het Zuidelijke leger slaagde er echter niet in om de Noordelijke flanken te keren. Zijn divisie werd de volgende dag niet ingezet tijdens Pickett's Charge.
Lee stuurde het korps van Longstreet naar Tennessee om generaal Braxton Braggs Army of Tennessee bij te staan om het Noordelijke Army of the Cumberland te verslaan. Het korps legde een lange weg af per trein. McClaws zelf arriveerde te laat om zijn divisie aan te voeren tijdens de Slag bij Chickamauga. Brigadegeneraal Joseph B. Kershaw nam zijn plaats in. Hij was wel aanwezig tijdens de Chattanoogaveldtocht. In de herfst van 1863 werd McClaws ontgeven van zijn commando voor zijn ondermaatse prestaties bij Fort Sanders. In een brief, geschreven op 30 december 1863, die gericht was aan de inspecteur-generaal van het Confederate States Army Samuel Cooper beschuldige Longstreet McLaws van drie inbreuken op het verwaarlozen van zijn plicht. Hij moest zich echter niet verantwoorden voor de krijgsraad omdat McClaws te waardevol werd geacht voor de oorlogsinspanning. Tegelijkertijd stuurde McLaws eveneens een brief naar Cooper waarin hij de beschuldigingen weerlegde en een krijgsraad vroeg om zijn naam te zuiveren. Cooper stuurde de brief van Longstreet door naar minister van oorlog James Seddon en president Jefferson Davis met de annotatie dat Longstreet alleen zijn generaal kon ontslaan na een formele krijgsraad. Davis liet een krijgsraad bijeen komen, maar wou McClaws enkel formeel van zijn commando ontgeven tot er een opvolger werd aangeduid.
De krijgsraad kwam bijeen op 12 februari 1864 in Morristown, Tennessee met generaal-majoor Simon Bolivar Buckner als voorzitter. De hoorzittingen liepen vetraging op omdat verschillende getuigen, zoals Longstreet, niet aanwezig konden zijn. Op 5 mei werd het verdict gepubliceerd waarbij McLaws vrijgesproken werd voor twee van de drie aantijgingen. Voor de derde aantijging, waarbij hij onvoldoende voorbereidingen had getroffen voor een aanval, werd hij wel schuldig bevonden. McLaws werd veroordeeld waarbij hij 60 dagen zijn rang en commando verloor, maar dit werd onmiddellijk door Cooper geannuleerd wegens procedurefouten. McLaws werd teruggestuurd naar zijn divisie . Op 18 mei werd McLaws door het ministerie van oorlog overgeplaatst naar het departement van South Carolina, Georgia and Florida om de verdediging van Savanah, Georgia op zich te nemen.
McLaws zou het Longstreet nooit volledig vergeven. Hij was ervan overtuigd dat Longstreet hem als bliksemafleider had gebruikt voor de mislukte Knoxvilleveldtocht. Later zou Longstreet spijt hebben van de hele affaire waarbij hij bekende dat hij de brief in een onbewaakt moment schreef. Tijd zou de kloof tussen beide generaals voor een groot stuk helen.
Tijdens zijn diensttijd in Savanah slaagde McLaws er niet in om de Noordelijke opmars tegen te houden. Ook tijdens de daaropvolgende aanval op North en South Carolina had McLaws het moeilijk om de Noordelijken te stoppen. Op 2 februari 1865 kon McLaws het Army of the Tennessee tijdelijk tegenhouden bij Rivers’ Bridge toen de Noordelijken de Salkehatchie probeerden over te steken. Toen de Noordelijken een andere oversteekplaats hadden gevonden, keerden ze de Zuidelijke rechterflank en moest McClaws zich terugtrekken. McLaws voerde tijdens de Slag bij Averasborough een divisie aan in de strijdmacht van luitenant-generaal William Hardee waarbij hij het bevel voerde over de derde verdedigingslinie. Hij was ook aanwezig tijdens de Slag bij Bentonville maar zag weinig actie door onduidelijke bevelen. Hij kreeg ook te maken met een stijgend percentage aan deserteurs en slaagde er minder en minder in om de discipline in zijn divisie te waarborgen. McClaws werd al snel ontgeven van zijn commando door generaal Joseph E. Johnston. Hij werd overgeplaatst naar het District of Georgia. Hij was waarschijnlijk aanwezig bij de capitulatie van Johnston in North Carolina op 26 april 1865, maar dit is niet met zekerheid vast te stellen. Op 18 oktober 1865 kreeg McLaws amnestie van de federale regering.

## Latere jaren

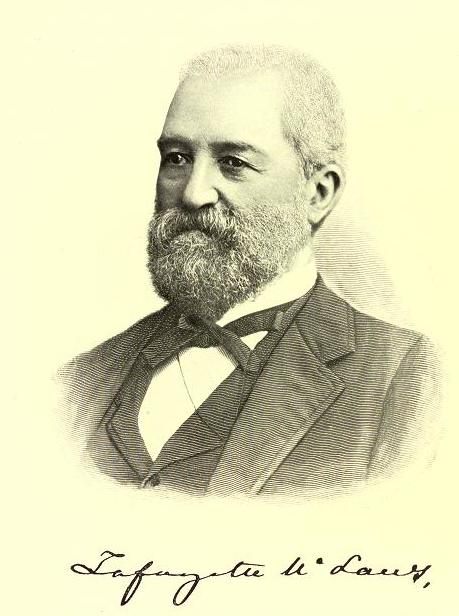
McLaws na de oorlog

Na de oorlog werkte McLaws als verzekeringsagent, belastingsinner voor de IRS en tussen 1875 en 1876 als postmeester voor Savannah. Hij was ook actief in verschillende veteranenverenigingen voor Zuidelijke soldaten. Ondanks zijn meningsverschillen met Longstreet, verdedigde McLaws hem tegen de naoorlogse pogingen van Jubal Early en anderen om de nederlaag deels in Longstreets schoenen te  schuiven. 
McLaws mas mede-eigenaar van de Atlantic and Mexican Gulf Canal Company een kanaalproject die werd goedgekeurd in 1876. Het was de bedoeling om de St. Marys River in Georgia  te verbinden met de Golf van Mexico in Florida. 
Lafayette McLaws overleed op 24 juli 1897 in Savannah, Georgia. Zijn lichaam werd bijgezet op de Laurel Grove Cemetery in Savannah. Een overzicht van zijn brieven werd in 2002 gepubliceerd onder de titel A Soldier's General: The Civil War Letters of Major General Lafayette McLaws.